# 화이트 스타 라인

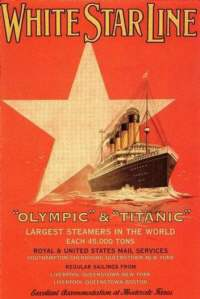
화이트 스타 라인의 포스터

화이트 스타 라인(White Star Line)은 1845년에 창업한 영국의 해운 기업이다. RMS 타이타닉 등을 소유한 것으로 잘 알려져 있다. 1934년 큐나드 라인에 인수되었으나 1949년까지는 큐나드-화이트 스타 라인(Cunard-White Star Line)라는 사명을 사용했다.